# Магнетна сепарација
Магнетна сепарација је технологија раздвајања материјала на основу разлике у њиховим магнетним својствима (магнетна сусцептибилност) и различитог понашања материјала у подручју магнетног поља које мења гравитациону трајекторију материјала.
Изотопи уранијума-235 (приказани на слици у тамноплавој боји) ће као резултат бити у концентрисани у унутрашњем делу. 
Главна практична примена магнетне сепарације је издвајање непожељних (негативних утицаја на квалитет финалног производа или технолошке опреме која узрокује кварове) састојака из сировина различитих индустрија. Опрема за магнетну сепарацију (магнетни сепаратори) се широко користе у индустријама као што су стакло, рударство, металургија, рециклажа, храна, хемијска и многи други.